# Головко Олександр Миколайович (футболіст)
Олександр Миколайович Головко (нар. 20 лютого 1973) — радянський та український футболіст, захисник.

## Життєпис
Футболом розпочинав займатися в дублі київського «Динамо», де грав з 1990 по 1996 роки. Через високу конкуренцію в складі не зміг пробитися до першої команди й влітку 1996 року перейшов у «Ворсклу». У вищій лізі чемпіонату України дебютував 20 липня 1996 року в грі проти «Прикарпаття» (2:0). За «Ворсклу» зіграв близько 100 матчів.
На початку 2003 року став гравцем команди «Сокіл» (Золочів), де зустрів Сергія Барановського, з яким 4 роки грав у дублі динамівців. Після золочівської команди футболісти разом грали в «Ніжині» й «Миколаєві». Разом проходили перегляд у мозирській «Славії». Не зумівши підписати контракт з білорусами, разом продовжили кар'єру в аматорських «Хіммаш» (Коростень) і «Зірці» (Київ).

## Досягнення
«Ворскла»
- Вища ліга чемпіонату України
  -  Бронзовий призер (1): 1996/97